# Sweden Sans
Sweden Sans ist eine Serifenlose Linear-Antiqua, auch Groteskschrift oder Endstrichlose genannt. Sie ist als Hausschrift ein wichtiger Baustein in der visuellen Identität Schwedens und wird für alle Regierungsdokumente und Veröffentlichungen der schwedischen Behörden genutzt.

## Hintergrund
Die Schriftdesigner Stefan Hattenbach und Jesper Robinell vom Stockholmer Designbüro Söderhavet wurden 2012 unter anderem vom Swedish Institute for Standards und The Council for the Promotion of Sweden beauftragt ein Brand Design für das Land Schweden zu entwickeln, welches das Land visuell einheitlich nach außen vertritt. 2013 wurden die Arbeiten an der Schriftfamilie vorerst abgeschlossen.
Die Schriftfamilie enthielt bei ihrer Veröffentlichung im Jahr 2013 zwei Schnitte für normalen und fetten Text. 2020 wurde die Schriftfamilie überarbeitet und ein etwas leichterer Schnitt (Book) und ein halbfetter Schnitt hinzugefügt.
Die Sweden Sans besitzt keine Schriftschnitte für kursiven Text.

## Klassifikation der Schrift
- Nach DIN 16518 lässt sich die Sweden Sans in die Gruppe VI (Serifenlose Linear-Antiqua) einordnen. Allerdings besitzt sie auch Glyphen (bspw. die Minuskeln i und t), welche eher in die Gruppe V (Serifenbetonte Linear-Antiqua) fallen.
- Hans Peter Willberg würde sie in seiner Klassifikationsmatrix als statische Grotesk einordnen.